# Czas Chojnic
Czas Chojnic – prywatna gazeta, ukazująca się od 2002 roku na obszarze powiatu chojnickiego nakładem ok. 4700 egz.
Tygodnik powstał po upadku gazety o tym samym tytule, która była wydawana w latach 1997-2002 przez wydawnictwa "Agora-Gazeta" i "Polska Prasa Lokalna". Początkowo ukazywał się pod tytułem "Nowy Czas Chojnic". Jest gazetą informacyjną i opiniotwórczą na poziomie społeczności lokalnej.  Bierze udział w organizowaniu akcji i imprez o zasięgu powiatowym. Jest członkiem Stowarzyszenia Gazet Lokalnych.